# Filippo Maria Bressan
Filippo Maria Bressan (* 28. November 1957 in Este) ist ein italienischer Dirigent, Chorleiter und Pianist.
Er ist einer von wenigen Dirigenten, die sowohl als Leiter berühmter Orchester, wie auch als Chorleiter arbeiten.

## Leben
Als ausgebildeter Pianist studierte er Dirigieren bei verschiedenen Lehrern, von denen Jürgen Jürgens für die Chorleitung (der er später als Assistent diente) und Karl Österreicher für die Orchesterleitung, unter anderem bei Sir John Eliot Gardiner, Ferdinand Leitner, Giovanni Acciai und Fosco Corti, die wichtigsten waren. Im Jahr 2006 wurde er von Bruno Cagli zum Mitglied des wissenschaftlichen Komitees der Fondazione Rossini in Pesaro ernannt.

### Orchesterleitung
Von 2006 bis 2013 war er ständiger Dirigent des Sinfonieorchesters von Savona und des Jupiter-Orchesters (früher als Orchester der Accademia Musicale bekannt). Er dirigierte renommierte Orchester sowohl in Italien als auch in Europa, darunter das Akademische Sinfonieorchester von Sankt Petersburg, das Orchester der Opéra Royal de Wallonie, das Nationale Sinfonieorchester der RAI in Turin, das Orchester und den Chor der Accademia Nazionale di Santa Cecilia in Rom, das Orchester und den Chor des Gran Teatro La Fenice in Venedig. Er war fünf Jahre lang Gastdirigent am Teatr Wielki in Posen, zwei Jahre am Teatro Lirico in Cagliari, Hauptdirigent der Academia de li Musici und derzeit von Voxonus. Er ist ein regelmäßiger Gast bei den wichtigsten Konzertgesellschaften und den größten italienischen Festivals für sinfonische, alte und zeitgenössische Musik (Accademia Musicale Chigiana in Siena, Biennale di Venezia, Festival Monteverdi in Cremona, MITO SettembreMusica, Sagra Musicale Umbra und viele andere). Er gründete den Athestis Chorus und die Academia de li Musici (später Athestis Chorus & Orchestra), eine professionelle vokale und instrumentale Gruppe, spezialisiert auf das barocke und klassische Repertoire, die ihre Aktivitäten im Jahr 2009 einstellte. Zu seinen zahlreichen Kollaborationen, sowohl im Opern- als auch im sinfonischen Bereich, gehören Claudio Abbado, Luciano Berio, Fabio Biondi, Rudolf Buchbinder, Frans Brüggen, Giuliano Carmignola, Myung-whun Chung, Carlo Colombara, Ottavio Dantone, Enrico Dindo, Martin Fröst, Carlo Maria Giulini, Peter Maag, Lorin Maazel, Sara Mingardo, Michael Nyman, Arvo Pärt, Mstislav Leopol'dovič Rostropovič, Georges Prêtre, Giuseppe Sinopoli, Giovanni Sollima, Jeffrey Tate und Roman Vlad.

### Chorleitung
Bis 2019 war er Professor für Chorleitung und Chorrepertoire für Musikpädagogik (CODD/01) am Konservatorium von Monopoli und derzeit am Konservatorium von Turin. Schon immer leidenschaftlich an Chorgesang interessiert, gewann er mit den von ihm geleiteten Chören (Ergo Cantemus, Tavolata Polifonica Estense und Athestis Chorus) fünf erste Preise und zwei zweite Preise bei nationalen und internationalen Chorwettbewerben; den Kritikerpreis in Gorizia 1994; den Silberschlüsselpreis in Chiavenna 2004 und den Preis als bester Dirigent in Tours 2016. Von 2000 bis 2002 war er Chorleiter der Accademia Nazionale di Santa Cecilia in Rom als Nachfolger von Norbert Balatsch. Er dirigierte viele andere Chorformationen, darunter den Estnischen Philharmonischen Kammerchor, den Estnischen Nationalen Männerchor, den World Youth Choir 2005 und 2016, den Italienischen Jugendchor von 2003 bis 2005, den Chœur National des Jeunes von 2014 bis 2017, die Chöre verschiedener Opernhäuser. Er arbeitete an verschiedenen Projekten für Feniarco, European Choral Association-Europa Cantat, International Federation for Choral Music. Mit dem Athestis Chorus dirigierte er die Messa arcaica (1993) und Il cavaliere dell'intelletto (1994) von Franco Battiato; für denselben Künstler dirigierte er 1995 den Chor auf dem Album L'ombrello e la macchina da cucire.

## Werke (Auswahl)
- Concerto per violino e orchestra n.1 op.26 von Max Bruch – Sinfonia n.3 in la min. op.56 “Scozzese” von Felix Mendelssohn B.: Edoardo Zosi, Violin – Orchestra Filarmonica di Torino – Filippo Maria Bressan, Dirigent – Amadeus & Paragon (Italien, Februar 2012)
- Messa per San Marco von Baldassare Galuppi: Athestis Chorus & Academia de li Musici – Filippo Maria Bressan, Dirigent – Chandos Records (Großbritannien, 2003) Weltpremiere
- La Resurrezione di Lazzaro von Antonio Calegari: Athestis Chorus & Academia de li Musici – Filippo Maria Bressan, Dirigent – Chandos Records (Großbritannien, 2001) Weltpremiere
- Arianna von Benedetto Marcello: Athestis Chorus & Academia de li Musici – Filippo Maria Bressan, direttore – Chandos Records (Great Britain, 2000) Prima esecuzione mondiale
- Requiem di Benedetto Marcello: Athestis Chorus & Academia de li Musici – Filippo Maria Bressan, direttore – Chandos Records (Great Britain, 1999) Prima esecuzione mondiale
- Vespro della Beata Vergine Maria von Pier Francesco Cavalli: Athestis Chorus, Schola Gregoriana Ergo Cantemus – Filippo Maria Bressan, Dirigent – Tactus (Italien, 1998) Weltpremiere
- Isolamenti 1938-1945 Vol. 5: von Gian Francesco Malipiero, Viktor Ullmann, Karl Amadeus Hartmann – Athestis Chorus – Filippo Maria Bressan, Dirigent – Nuova Fonit Cetra (Italien, 1996)
- Arias for Rubini von Rossini, Bellini, Donizetti: Juan Diego Florez, Coro e Orchestra dell’Accademia Nazionale di Santa Cecilia – Filippo Maria Bressan, maestro del Coro – Roberto Abbado, direttore (Decca, 2007)
- Pezzi Sacri von Giuseppe Verdi: Coro e Orchestra dell’Accademia Nazionale di Santa Cecilia – Filippo Maria Bressan, maestro del coro – Myung-Whun Chung, direttore (Deutsche Grammophon, 2000)
- Die Schöpfung (La Creazione) von Franz Joseph Haydn: Athestis Chorus, Orchestra Sinfonica Nazionale della Rai – Filippo Maria Bressan, maestro del coro – Jeffrey Tate, direttore – Rai (Italien, 2000) Premio Abbiati 2000